# الحرب والسياسة (جريدة)

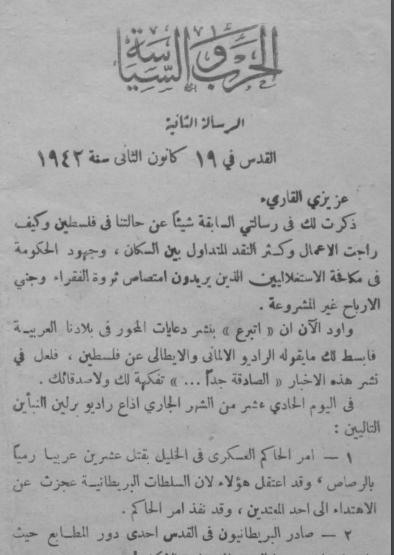
جريدة الحرب والسياسة

الحرب والسياسة هي جريدة أسبوعية فلسطينية صدرت في القدس بين السنوات 1937-1936.
بحثت جريدة الحرب والسياسة في شؤون الحرب وتطورات الحالة السياسية، في العالم وعلاقتها بأقطار الشرق العربي. اهتمت الجريدة كثيرًا بتطورات الحرب العالمية الثانية وخاصة تعمق اهتمامها بالجبهات العسكرية والتغييرات السياسية الداخلية في أوروبا. كما اهتمت بدور الولايات المتحدة الصاعد في الحرب وتنبؤاتها حول زمن دخولها للحرب. تعتبر الجريدة مرجعًا قيمًا لدراسة حيثيات الحرب العالمية الثانية خاصة بكونها جريدة ناطقة باللغة العربية، بالتالي تكمن قيمتها في محاولة فهم حيثيات الحرب من الزاوية العربية الفلسطينية.